# Ochthephilus praepositus
Ochthephilus praepositus är en skalbaggsart som beskrevs av Étienne Mulsant och Claudius Rey 1878. Ochthephilus praepositus ingår i släktet Ochthephilus, och familjen kortvingar. Arten har ej påträffats i Sverige.